# Vincenzo Maggi

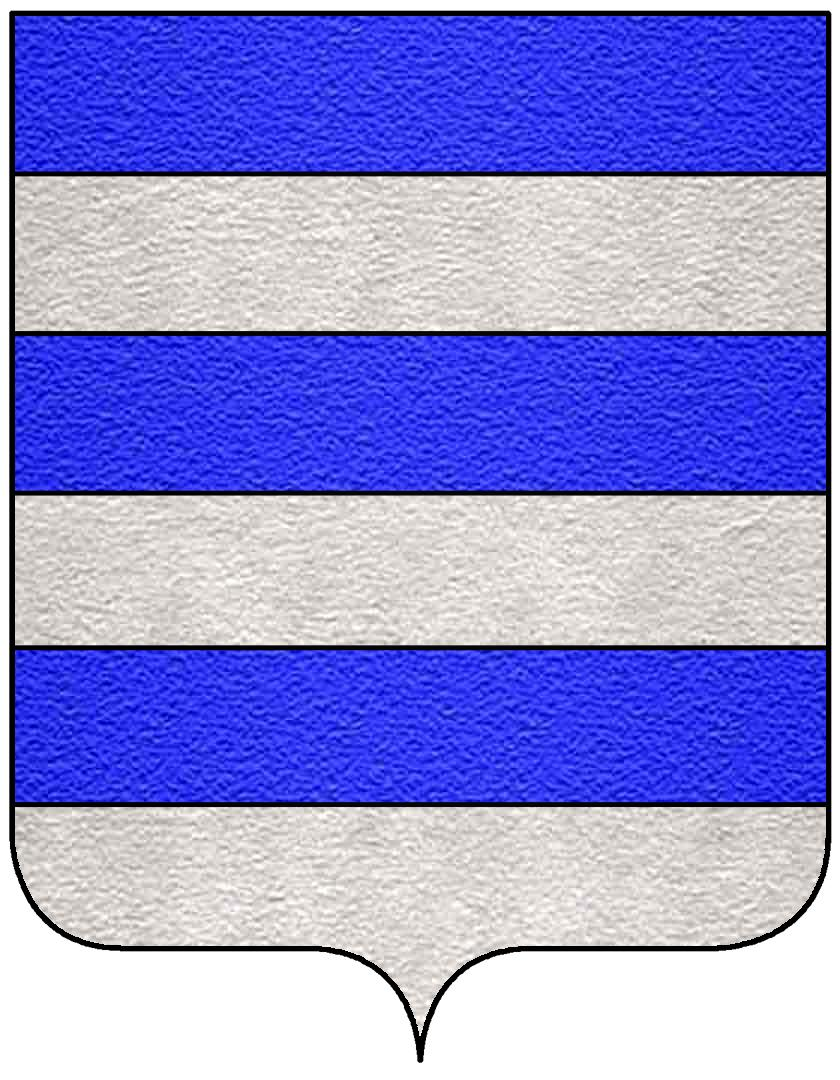
Stemma Maggi

Vincenzo Maggi (Pompiano, 1498 – Ferrara, 20 ottobre 1564) è stato un filosofo e letterato italiano.

## Biografia
Vincenzo Maggi nacque a Pompiano, piccola località della pianura bresciana occidentale, dove la nobile famiglia aveva possedimenti e anche un negozio di farmacia. Il padre Francesco, uomo di lettere, fu il suo primo maestro.
Studiò filosofia a Padova con Gerolamo Bagolino e frequentò attivamente gli ambienti culturali della città. Si laureò il 2 dicembre 1528 e divenne professore supplente di filosofia nello Studio di Padova, con uno stipendio iniziale di 47 fiorini. Nel 1533 alla morte di Marcantonio Passeri ottenne la cattedra di filosofia e rimase ad insegnare a Padova fino al 1543.
Membro dal 1540 dell'«Accademia degli Infiammati», strinse amicizia con Daniele Barbaro, Bartolomeo Lombardi, Alessandro Piccolomini, Sperone Speroni, Bernardino Tomitano, Benedetto Varchi, entrò quindi a far parte del circolo di Pietro Bembo, frequentando insigni estimatori di Erasmo da Rotterdam, come Aonio Paleario, Benedetto Lampridio e Emilio degli Emigli. Conobbe il cardinale Reginald Pole, il vescovo Pier Paolo Vergerio, Marcantonio Flaminio e Alvise Priuli. Nel 1529 fu in Germania dove incontrò Erasmo da Rotterdam.
Il dibattito sulla questione della lingua e sui temi estetici legati soprattutto all'interpretazione della Poetica aristotelica condusse alla preparazione di un commento allo scritto di Aristotele che, iniziato dal Lombardi nel 1541, per la prematura morte di questi fu proseguito, concluso e fatto pubblicare dal Maggi, con altra sua opera dedicata ad Orazio, a Venezia nel 1550, le In Aristotelis librum de Poetica communes explanationes: Madii vero in eundem librum propriae annotationes, dedicato al cardinale Cristoforo Madruzzo.
Nel 1543 Maggi lasciò Padova per entrare al servizio del duca Ercole II d'Este come precettore del figlio Alfonso e, insieme, per insegnare filosofia nell'Università di Ferrara: si conservano appunti delle sue lezioni sulla Poetica tenute nel 1546 e 1547. Anche della vita culturale della città estense Maggi fu protagonista, divenendo nel 1544 principe dell'«Accademia dei Filareti», che vantava membri come Ercole Bentivoglio, Alfonso Calcagnini, Lilio Gregorio Giraldi e Giovan Battista Giraldi Cinzio, oltre a essere amico degli umanisti Giovan Battista Pigna, Francesco Porto e Bartolomeo Ricci, che gli diede pubblicamente merito di essere stato «il primo interprete della Poetica di Aristotele».
Del 1545 è l'orazione Mulierum praeconium o De mulierum praestantia, dedicata ad Anna d'Este, la figlia di Ercole e di Renata di Francia, che nello stesso anno fu tradotta in volgare — non dal Maggi — con il titolo Un brieve trattato dell'eccellentia delle donne. L'edizione di questo scritto comprende anche una anonima Essortatione a gli huomini perché non si lascino superar dalle donne, attribuita a Ortensio Lando, che si pone come corollario dell'orazione del Maggi.
Alla chiusura temporanea dell'Università, avvenuta nel 1557, il Maggi ritornò a Brescia per motivi familiari e culturali, partecipando alle riunioni dell'Accademia di Rezzato, fondata nel 1548 da Giacomo Chizzola. Abitò nella quadra della cittadella vecchia, in contrada Santo Spirito: dalla polizza d'estimo, presentata al comune di Brescia nel 1548, sappiamo che aveva cinquant'anni ed era sposato con Francesca, figlia del nobile Paris Rosa, dalla quale ebbe cinque figli.
A Brescia sedeva nel Consiglio Generale e nel 1550 fu incluso nell'elenco dei consiglieri comunali della città destinati alla reggenza delle podestarie maggiori del territorio. Fu destinato alla Podestaria di Orzinuovi, ma vi rinunciò, come rinunciò anche alla podestaria di Salò nel 1551, e partecipò alle sedute del Consiglio Generale fino al 1558.

## Opere
- Un brieve trattato dell'eccellentia delle donne, Brescia, Turlini 1545.
- In Aristotelis librum de Poetica communes explanationes: Madii vero in eundem librum propriae annotationes, Venetiis, Valgrisi, 1550 (con Bartolomeo Lombardi).
- De ridiculis, in Horatii librum de arte poetica interpretatio, Venetiis, Valgrisi, 1550.
- Lectiones philosophicae, Firenze, Biblioteca Riccardiana, ms 19.756.
- Expositio in libros de Coelo et Mundo, Milano, Biblioteca Ambrosiana, ms D. 494.
- Expositio de Coelo, de Anima, Milano, Biblioteca Ambrosiana, mss G. 69, R. 114.
- Quaestio de visione, Milano, Biblioteca Ambrosiana, ms P. 71.
- Espositio super primo Coelo, Piacenza, Biblioteca Passerini-Landi, ms Pollastrelli 98.
- Mulierum praeconium, Modena, Biblioteca Estense, ms Estensis latinus 174.
- Oratio de cognitionis praestantia, Ferrariae, apud Franciscum Rubeum de Valentia 1557.
- Consilia philosophica Vincentii Madii et Jo. Bap. Pignae in favorem serenissimi Ferrariae ducis in ea praecedentia, Archivio di Stato, Casa e Stato, b. 502/23, n. 881, Modena.